# Morton Eaton Peck
Morton Eaton Peck ( * 1871 - 1959 ) fue un botánico y explorador estadounidense, profesor en la Universidad de Willamette, en Salem (Oregon). En 1903, fue explorador botánico en Honduras.

## Algunas publicaciones

### Libros
- 1941. A manual of the higher plants of Oregon. Ed. Binfords & Mort. 866 pp.
- 1954. Notes on certain Oregon plants with descriptions of new varieties. Ed. Collingridge. 14 pp.
- edward alexander Preble, morton eaton Peck, harold elmer Anthony, noah k. Strycker. 2003. 'Early twentieth century ornithology in Malheur County Oregon: featuring Malheur County field notes, 1915. Nº 18 de Oregon Field Ornithologists special publication. 2ª edición. Ed. Oregon Field Ornithologists. 210 pp. ISBN 1877693340

## Honores

### Epónimos
- (Acanthaceae) Justicia peckii Standl.[1]

- (Asclepiadaceae) Caralluma peckii P.R.O.Bally[2]

- (Asphodelaceae) Aloe peckii P.R.O.Bally & I.Verd.[3]

- (Fabaceae) Astragalus peckii Piper[4]

- La abreviatura «M.Peck» se emplea para indicar a Morton Eaton Peck como autoridad en la descripción y clasificación científica de los vegetales.[5]